# Nigel Richards (Scrabblespieler)

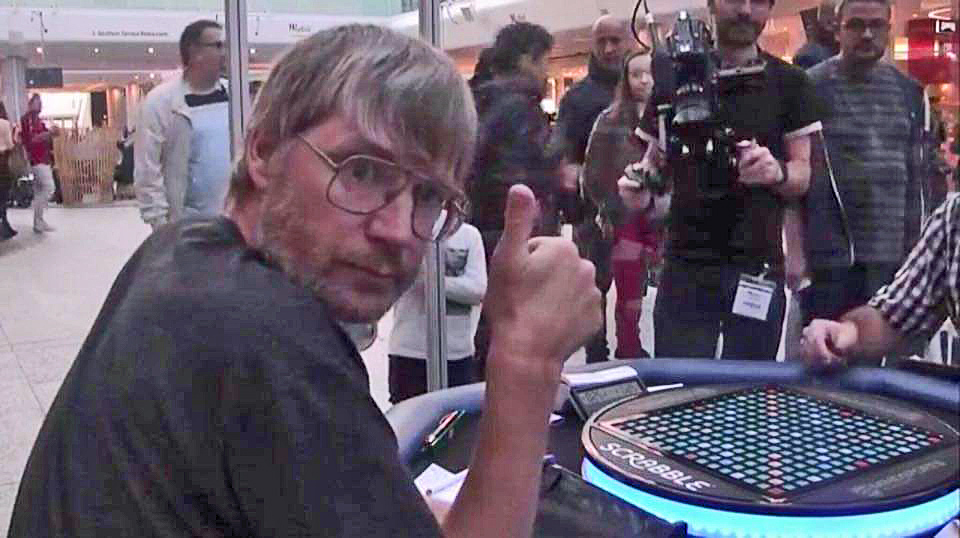
Nigel Richards im Finale der Scrabble-Weltmeisterschaft 2018

Nigel Richards (* 1967) ist ein neuseeländischer Scrabblespieler, der im malaysischen Kuala Lumpur lebt. Er steht auf Platz 1 der Elo-Rangliste der World English-language Scrabble Players’ Association (Stand September 2024), gilt als bester Spieler im englischsprachigen Scrabble und hat insgesamt fünf Weltmeisterschaften gewonnen. Darüber hinaus ist er fünffacher US-amerikanischer Scrabble-Meister und hat 2015 sowie 2018 die französischsprachige Scrabble-Weltmeisterschaft gewonnen. Damit wurde er zum ersten Scrabblespieler, der sowohl im englischen als auch im französischen Scrabble den Weltmeistertitel errungen hat. 2024 folgte ein Weltmeistertitel im spanischsprachigen Scrabble.

## Leben
Über das Leben von Nigel Richards, der als schweigsam gilt und selten Interviews gibt, ist wenig bekannt. Richards soll aus der neuseeländischen Stadt Christchurch stammen, wo er als Techniker für eine Wasserversorgungsgesellschaft gearbeitet habe. Er lebt in Kuala Lumpur in Malaysia, wo er für eine Sicherheitsfirma Aufnahmen von Überwachungskameras visioniert habe. Nigel Richards wird ein fotografisches Gedächtnis zugeschrieben; er selbst gibt an, Wörter im Gedächtnis behalten zu können, sobald er sie einmal gesehen habe – die im Scrabble gültigen Wörter habe er sich somit durch pures Durchlesen des Wörterbuchs angeeignet.

## Spielkarriere
Richards kam erst im Alter von 28 Jahren mit Scrabble in Kontakt und gewann 1997 auf Anhieb die neuseeländische Landesmeisterschaft.
Obwohl Nigel Richards bereits zuvor durch seine bis dahin drei Weltmeistertitel im englischen Scrabble (2007, 2011, 2013) und vielfache Siege in anderen englischsprachigen Scrabble-Wettbewerben Aufmerksamkeit erregt hatte (so als zwölffacher Sieger im Brand’s Crossword Game King’s Cup in Thailand), sorgte besonders sein Weltmeistertitel im französischen Scrabble 2015 für starke mediale Beachtung. Dies insbesondere, da Richards kein Französisch spreche. Er soll sich innerhalb von neun Wochen sämtliche Wörter des französischen Scrabble-Wörterbuchs eingeprägt haben, ohne ihre Bedeutung zu kennen. In der Folge hat der Scrabble-Verband von Island Richards zu den isländischen Scrabble-Meisterschaften 2015 eingeladen.
Im englischsprachigen Turnierscrabble gewinnt Richards rund drei Viertel seiner Spiele und erzielt dabei im Durchschnitt rund 460 Punkte.
Richards’ Spielstil zeichnet sich zum einen durch die Fähigkeit aus, in den zufällig gezogenen Buchstaben und den bereits auf dem Brett liegenden nahezu fehlerfrei die auswendig gelernten Wörter auch tatsächlich zu entdecken – so erzielte er etwa bei einem Wettbewerb im französischen Scrabble, bei dem jeweils der punktreichste Zug in einer vorgegebenen Spielsituation gesucht ist, über mehrere Spiele hinweg Punktzahlen, die nah am möglichen Maximum lagen. Dies ermöglicht es ihm, auch komplexe Züge zu finden, die für die meisten Spieler sehr herausfordernd sind; Aufsehen erregte etwa ein Zug, bei dem er durch die bereits liegenden Buchstaben O, O und E das Wort CHL(O)R(O)DYN(E) bildete. Darüber hinaus ist Richards für unorthodoxe strategische Züge bekannt, etwa solche, die in einem Zug außergewöhnlich viele Punkte opfern, um damit einen sehr punktreichen folgenden Zug vorzubereiten.